# سادات‌محله رودبست
سادات‌محله رودبست، روستایی است از توابع بخش مرکزی شهرستان بابلسر در استان مازندران ایران.

## جمعیت
این روستا در دهستان بابلرود قرار داشته که در هشت کیلومتری شهر بابلسر قرار دارد و براساس آخرین سرشماری مرکز آمار ایران که در سال 1395 صورت گرفته، جمعیت آن 1198 نفر (389 خانوار) بوده‌